# Пронский уезд
Пронский уезд — административная единица в Рязанской губернии Российской империи и РСФСР, существовавшая в 1778—1924 годах. Уездный город — Пронск.

## География
Уезд был расположен в центральной части Рязанской губернии. По площади уезд занимал территорию в 2113,4 вёрст² .

## История
Уезд был образован в 1778 году в составе Рязанского наместничества (с 1796 года — Рязанской губернии). В 1924 году уезд был упразднен, его территория вошла в состав Рязанского и Скопинского уездов.

## Население
Население уезда в 1897 году — 113 315 чел. По переписи 1897 года в уезде было 109 755 жителей (50 452 мужчины и 59 303 женщины).

## Населённые пункты
В 1859 году в составе уезда было 250 населённых пунктов, наиболее крупные из них:
- г. Пронск — 7823 чел.;
- с. Абакумово — 935 чел.;
- с. Большое Село — 2004 чел.;
- с. Дурное — 2399 чел.;
- с. Истье — 1535 чел.;
- с. Каленцы — 1997 чел.;
- с. Лучинск — 1501 чел.;
- с. Насилово — 2004 чел.;
- сл. Никольская Слобода — 1704 чел.;
- с. Семенск — 1716 чел.;
- с. Старожилово — 1085 чел.

## Административное деление
В 1859 году в уезде было 2 стана:
- 1-й со становой квартирой в селе Абакумово;
- 2-й со становой квартирой в сельце Кожухово.

В 1890 году в состав уезда входило 18 волостей:
| № п/п | Волость         | Волостное правление | Число селений | Население |
| ----- | --------------- | ------------------- | ------------- | --------- |
| 1     | Абакумовская    | с. Абакумово        | 16            | 5032      |
| 2     | Архангельская   | сл. Архангельская   | 18            | 8631      |
| 3     | Березовская     | с. Березово         | 14            | 3750      |
| 4     | Больше-Сельская | с. Большое Село     | 17            | 4551      |
| 5     | Букринская      | с. Букрино          | 22            | 8085      |
| 6     | Воскресенская   | с. Воскресенское    | 18            | 8222      |
| 7     | Долматовская    | с. Долматово        | 19            | 6686      |
| 8     | Дурновская      | с. Дурное           | 7             | 7590      |
| 9     | Запольская      | с. Заполье          | 21            | 5046      |
| 10    | Панкинская      | с. Панкино          | 12            | 4700      |
| 11    | Перевлесская    | с. Перевлес         | 9             | 5912      |
| 12    | Полянская       | с. Большие Поляны   | 10            | 6732      |
| 13    | Соболевская     | с. Соболево         | 18            | 5428      |
| 14    | Столпянская     | с. Столпцы          | 10            | 8043      |
| 15    | Суйская         | с. Суйск            | 21            | 5163      |
| 16    | Тырновская      | с. Тырново          | 13            | 7991      |
| 17    | Чернобаевская   | с. Чернобаево       | 26            | 6466      |
| 18    | Юраковская      | с. Юраково          | 17            | 5368      |

## Известные уроженцы
- Белянин, Михаил Фёдорович (1910—1976) — спортсмен, тренер, арбитр, спорторганизатор
- Булатов, Михаил Леонтьевич (1760—1825) — генерал-губернатор в Сибири. Георгиевский кавалер, отличился в войнах екатерининской эпохи, российский военачальник в период наполеоновских войн.
- Булатов, Александр Михайлович старший (1793—1826) — российский офицер эпохи наполеоновских войн, прославился в сражениях заграничного похода, участник взятия Парижа, полковник 12 егерьского полка, декабрист.
- Быстров, Алексей Петрович (1899—1959) — сын протоиерея, учёный-палеонтолог, доктор биологических наук, профессор.
- Ганнушкин, Пётр Борисович (1875—1935) — врач-психиатр.
- Зайцев, Степан Иванович (1918—2014) — Герой Социалистического Труда, легендарный участник Атомного Проекта СССР, руководитель крупнейшего в мире ядерного комбината.
- Зимин Василий Васильевич (1854—1930) — священнослужитель Русской православной церкви, протоиерей Рязанской Епархии, настоятель Покровской церкви села Одоевщина Данковского уезда Рязанской губернии в 1880—1918 годах.

- Зимин, Симеон Васильевич (1828—1928) — священнослужитель Русской православной церкви, протоиерей Рязанской Епархии, настоятель Успенской церкви села Муравлянка Сапожковского уезда Рязанской губернии в 1851—1918 годах.
- Зимин, Николай Васильевич (1841—1915) — священнослужитель Русской православной церкви, протоиерей Рязанской Епархии, настоятель Вознесенской церкви города Зарайска Зарайского уезда Рязанской губернии в 1867—1915 годах.
- Мичурин, Иван Владимирович(1855—1935) — русский биолог и селекционер.